# 梅拉伦湖
梅拉伦湖（瑞典語：Mälaren）位于瑞典东部，水域面积1,140平方千米，水深64米，是该国仅次于维纳恩湖和韦特恩湖的第三大湖。
梅拉伦湖东西长120公里，由西南流向东北，經由首都斯德哥爾摩市中心汇入波罗的海。梅拉伦湖流域的著名岛屿有皇后岛、桦木岛等等。是瑞典维京文化发源地之一。梅拉伦源于维京语，意思是石头海滩。

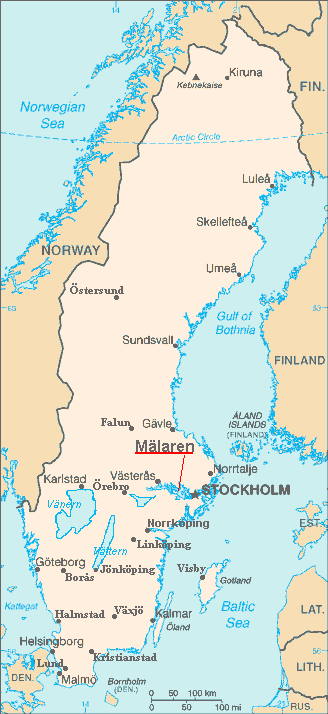
位置圖